# Tetroreopsis ciliata
Tetroreopsis ciliata là một loài bọ cánh cứng trong họ Cerambycidae.